# Famille de Lestapis
 (février 2024).
Si vous disposez d'ouvrages ou d'articles de référence ou si vous connaissez des sites web de qualité traitant du thème abordé ici, merci de compléter l'article en donnant les références utiles à sa vérifiabilité et en les liant à la section « Notes et références ».
La famille de Lestapis, olim Lestapis, est une famille subsistante d'ancienne bourgeoisie française, originaire de Mont dans le Béarn.

## Liens de filiation entre les personnalités
- Pierre de Lestapis (1756-1833), négociant en 1780, directeur des contributions directes de Pau. Il épouse Marie Poumiès.
  - Adrien Pierre Lestapis (1780-1852), négociant. Il épouse Manuela Maria del Rosario Marcelina Garay Agudo.
    - Paul-Jules-Sévère de Lestapis (1814-1891), officier, conseiller général puis député (1848-1849 puis 1871-1876) puis sénateur (1876-1882) des Pyrénées-Atlantiques. Il épouse sa cousine Louise Amélie de Lestapis.
      - Adrien-Gaston de Lestapis (1845-1911), général de brigade.
      - Pierre Henri de Lestapis (1851-1935), capitaine au 10ème régiment de Chasseurs, maire de Mont (Pyrénées-Atlantiques). Il épouse  Pauline Marie Rénée Dugas de La Boissonny.
        - Samuel de Lestapis (1898-1945), conseiller général (1835-1840) puis député (1835-1842) des Pyrénées-Atlantiques.

    - Henry de Lestapis (1816-1900) et Anna de Lestapis
      - Dieudonné de Lestapis (1859-?)
        - Arnaud de Lestapis (1893-1987), historien et Odette de Boëry

  - Pierre-Firmin de Lestapis (1786-1866), député des Pyrénées-Atlantiques (1833-1834).

## Alliances
Les principales alliances de la famille sont : de Poumiès, de Garay, de Prémesnil, de La Goupillière, d'Humières, Boode, de Saint-Exupéry, de Francqueville, de Parcevaux, de Bastard.

## Armoiries
Elle porte d'argent à trois bandes ondées d'azur.

## Pour approfondir